# Stefan Fiszel Powidzki
Stefan Fiszel Powidzki herbu Korab (zm. pomiędzy 1534 a 1538 rokiem) – wojski kruszwicki w latach 1518–1532, starosta Powidza w latach 1510–1534, celnik poznański.
Był neofitą nobilitowanym, szwagrem prymasa Jana Łaskiego.